# 이오니아 반란
이오니아 반란은 아이올리스, 도리스, 퀴프로스, 카리아가 관련된 반란이자 더불어 소아시아 지역의 그리스 여러 지방들이 페르시아에 대항하여 일으킨 반란으로 기원전 499년에서 기원전 493년까지 이어졌다. 이 반란의 중심에는 페르시아 제국이 통치를 위해 임명한 참주들에 대해 소아시아 지역의 그리스 도시들의 불만과 더불어 2명의 밀레투스 참주였던 히스티아이오스와 아리스타고라스의 개인적인 행동이 원인이었다. 기원전 540년경에 페르시아 제국에 의해 이오니아 주변의 도시 국가들이 정복되었고, 그 이후 사르디스에 있는 페르시아 사트라프가 임명한 토착민 참주들이 통치를 하게 되었다. 기원전 499년, 당시의 밀레투스의 참주였던 아리스타고라스는 자신의 지위를 공고히 하기 위해 페르시아 사트라프였던 아르타페르네스와 함께 낙소스를 정복하기 위한 연합 원정을 떠났다. 이 임무는 대실패로 끝났고, 참주로서의 지위가 위태로워지자 아리스타고라스는 페르시아의 다리우스 대제에 대항하여 반란을 일으키도록 이오니아 전 지역을 선동하는 길을 택했다.
기원전 498년, 아테나이와 에레트리아의 지원을 받아, 이오니아 도시 국가들은 사르디스로 진격하여 도시를 함락하고 불태웠다. 그러나 이오니아로 귀환하는 길에 페르시아 부대들의 추격을 받았고, 〈에페소스 전투〉에서 결정적인 패배를 당했다. 이 원정이 이오니아 인들의 유일한 공세였고, 추후는 방어로 일관된 페르시아의 침공이 이어졌다. 기원전 497년 페르시아 군대는 반란 외부 지역을 탈환하는 것으로 목적으로 세 방면으로 기습을 가하는 것으로 응전을 했다. 그러나 반란이 카리아까지 확산되는 것은 다우리세스 휘하의 최대 규모 군대가 그쪽으로 재배치 되는 것을 의미했다. 카리아의 원정이 처음에느 성공적이었지만, 페다소스 전투에서의 매복으로 전멸당했다. 이것으로 전황은 기원전 496년과 495년의 나머지 동안에는 교착상태에 빠지게 되었다.
기원전 494년 페르시아 군과 해군이 재집결해서, 밀레투스에 반란군 외국 지역으로 진격했다. 이오니아는 해로로 밀레투스를 방어할 수 있기를 모색했지만, 살라미스의 변절로 라데 해전에서 결정적인 패배를 당했다. 그후 밀레투스는 포위를 당해 함락되었고, 그곳의 사람들은 페르시아로 끌려갔다. 이 두번의 패전으로 반란은 효율적으로 진압되었고, 카리아는 결과적으로 페르시아에 항복을 했다. 페르시아는 기원전 493년을 서해안을 따라서 반란 도시들을 줄여가는데 시간을 보냈고, 이러한 것은 양측이 공평하게 여겨지는 이오니아에 대한 평화 정착이 될 때까지 이어졌다.
이오니아 반란은 그리스와 페르시아 제국의 최초의 주요한 충돌이었다. 그리고 그러한 것은 그리스-페르시아 전쟁의 최초의 양상을 보여주었다. 비록 페르시아가 소아시아를 재확보할 수 있었지만, 다리우스는 반란을 지원한 아테네와 에레트리아를 징벌할 결심을 했다. 게다가 수 많은 그리스 도시 국가의 존재가 제국의 안정을 위협한다고 보고, (헤로도토스에 의하면) 다리우스는 그리스 전체를 정복할 결심을 한다. 그리고 기원전 492년에, 페르시아의 제1차 그리스 침공(차기 그리스-페르시아 전쟁)이 이오니아 반란을 계기로 시작되었다.

## 배경
미케네 문명의 붕괴에 따른 암흑의 시대에 그리스의 많은 중요 인물들이 소아시아로 이주해서 그곳에 정착했다. 이러한 정착민들은 주로 아이올리스 인, 도리아 인, 이오니아 인으로 구성된 세 개의 집단이었다. 이오니아 인들은 리디아와 카리아의 해안 지역을 따라서 정착하면서, 이오니아를 구성하는 12개의 도시를 세웠다. 이러한 도시들 중에는 밀레투스, 미우스, 카리아의 프리에네, 에페소스, 콜로폰, 레베도스, 테오스, 클라조메나이, 포카이아 그리고 리디아의 에리트라이가 있었다. 그리고 사모스 제도와 키오스 제도도 그러한 것들이었다.  비록 이오니아의 도시들이 서로 독립적이지만, 그들은 공유된 유산을 인식했고, 공동의 사원과 만남의 장소인 파니오니온을 가지고 있다. 그리하여 그들은 ‘문화적 연맹체’를 형성했고, 그것에 다른 도시와 심지어는 다른 이오니아 종족이 끼어드는 것을 용인하지 않았다. 이오니아의 도시들은 기원전 560년경 유명한 리디아 왕인 크로이소스 왕에 의해 정복당할 때까지 독립적으로 남아있었다. 이오니아 도시들은 그후 리디아의 통치 하에 있다가 아케메네스 제국의 키루스 대제에 의해 리디아가 정복될 때까지 그러한 상태를 유지했다.
반란이 일어난 가장 중요한 이유는 페르시아 제국이 소아시아의 그리스 도시들을 다스리고자 각각 임명한 참주들에 대해 소아시아 사람들이 불만을 품었으며, 밀레토스의 두 참주 히스티아이오스와 아리스타고라스의 행동도 문제가 되었기 때문이었다. 기원전 540년경에 이오니아의 도시들은 페르시아에 정복당하였으며, 그리하여 사르데이스의 페르시아 태수가 임명한 토착 참주가 도시를 다스리게 되었다. 기원전 499년에 밀레토스의 참주 아리스타고라스가 자신의 지위를 강화하기 위하여 페르시아의 아르타페르네스 태수와 함께 낙소스 섬을 정복하려고 원정대를 보내었다. 원정대는 패주하였고, 자신이 실각할 것을 직감한 아리스타고라스는 페르시아의 다리우스 대왕에 대항하여 이오니아 전체가 봉기할 것을 선동하게 되었다.

## 반란

### 낙소스 침공
기원전 499년, 다리우스 1세의 사촌 메가바테스가 이끄는 페르시아의 삼단노선 200척이 낙소스에 파견되었다. 당초 이 함대는 헬레스폰투스로 향하는 항로를 선택하여 낙소스의 눈을 속이려 했지만, 아리스타고라스와 메가바테스의 불화로 목적이 드러났기 때문에 낙소스에 본토 방비를 유예할 시간을 주었다. 낙소스는 시를 둘러싼 견고한 성벽과 산으로 둘러싸인 난공불락의 도시였다. 그들이 그리스 본토에서 상인들의 배로 보급을 받으면서, 4개월을 농성하면서 버티자, 페르시아군은 군자금 부족으로 퇴각할  수 밖에 없었다.
밀레토스는 함대 파견에도 거액의 전비를 부담했지만, 낙소스 원정이 실패로 끝나자 자금 회수도 어려워졌다. 지위 유지에 불안을 느낀 아리스타고라스는 페르시아에 대해서 반란을 꾀했다. 그는 이오니아에 있는 주요 도시 국가의 참주를 잡아서 추방하고 민주정을 시행하며, 시민들의 환심을 샀다. 그리고 한편으로는 스파르타의 왕 클레오메네스 1세에게 원군을 요구했다.
당시 아테나이는 스파르타, 에기나, 보이오티아, 테바이와 적대하는 사면 초가의 상황에 있었다. 따라서 아테나이의 정치 지도자였던 클레이스테네스는 페르시아와 동맹을 맺으려고 했지만, 독립을 주장했던 아테나이 민회는 페르시아에게 굴종하는 것을 거부했다. 또한 아르타페르네스에 의해 아테네가 참주 체제를 타도할 때 추방한 히피아스의 참주 복귀 발령이 나자, 아테네 민회는 아리스타고라스의 요구에 따라 밀레토스 지원을 결정했다.

### 사르디스 침공
기원전 498년 봄, 에레트리아에서 동반한 5척과 아테나이 군이 탄 20척의 삼단노선은 이오니아로 항해를 시작했다. 그들은 에페소스 근처에서 이오니아 주력군과 합류했다. 혼자서 군을 이끌기를 거부하고, 아리스타고라스는 그의 형제인 카로피노스와 또 다른 밀레투스 인인 헤르모판토스를 장군으로 임명했다.
이 군은 당시 에페소스인들의 안내를 받아 산맥을 지나 아르타페르네스의 사트라프의 주도인 사르디스로 인도되었다. 그리스는 페르시아인들 모르게 접근했고, 아랫 도시를 함락시킬 수 있었다. 그러나 아르타페르네스는 여전히 주력군을 이끌고 성을 지켰다. 그때 도시 하부에 화재가 발생했고, 헤로도토스는 우발적으로 그 화재를 확산시킬 것을 제안한다. 성 안에서 성을 지키고 있던 페르시아인들은 불타는 도시에 둘러싸였고, 사르디스 시장에 등장하여 그리스인들과 싸웠다. 그리스인들은 사기가 떨어져 도시에서 퇴각하여 에페소스로 돌아가기 시작했다.
헤로도토스는 다리우스 대제가 사르디스의 화재 소식을 듣고 아테네인들에게 (그들이 실제로 누구인지 물어 본 후에) 보복할 것을 맹세하며, 하인에게 매일 세 번씩 자신의 맹세를 상기시키라고 명령했다. “주인님, 아테네놈들을 기억하십시오.”

### 에페소스 전투
소아시아에 있던 페르시아군은 사르디스를 습격했다는 소식을 듣고, 집결해서 아르타페르네스가 있는 곳으로 진격했다. 그들이 사르디스에 도착했을 때, 그리스군은 막 떠나고 없었다. 그래서 에페소스 방향으로 추격을 시작했다. 그들이 그리스군을 따라 잡은 것은 에페소스 외곽이었는데, 그리스군은 방향을 돌려 싸울 준비를 할 수밖에 없었다. 홀랜드는 페르시아군이 주로 기병이었으며, 그래서 그리스군을 따라 잡을 수 있다고 주장했다. 그 시기의 전형적인 페르시아 기병은 투창 기병이었을 것이며, 연발적인 투창으로 정지해 있는 적을 쓰러뜨리는 것이 보편적인 전술이었다.
사기가 떨어지고, 피곤한 그리스 병력이 페르시아군의 상대가 되지 못했음은 자명하며, 에페소스에서 잇달은 전투에서 끌려다닐 수밖에 없었다. 많은 그리스군이 전사를 했는데, 그 중에는 에레트리아의 에우알키데스 장군도 있었다. 그 전투에서 탈주한 이오니아인들은 각자의 도시로 돌아갔으며, 반면 남아있던 아테네인과 에레트리아인은 배를 돌려받고, 가까스로 그리스로 귀환할 수 있었다.
〈에페소스 전투〉에서 결정적인 패배를 당했지만, 이 전투는 이오니아의 공격에 대한 반격일 뿐이었으며, 그 뒤 이오니아는 수세를 취한다. 기원전 497년 페르시아인들은 반란 지역의 주변 땅을 수복하고자 세 번에 걸친 공격을 감행하였으나, 반란은 카리아까지 번져 반란군의 규모는 커졌으며 다우리세스의 지휘로 이곳으로 군대를 움직였다. 처음에 반란군은 카리아에서 성공을 거두었으나, 페다소스 전투에서 복병을 만나 궤멸되었다. 그리하여 기원전 496년과 495년에는 전쟁이 교착 상태에 빠졌다.

### 라데 해전
기원전 494년에 페르시아 군대와 해군이 다시 집결하여 반란의 진원지인 밀레토스를 향해 곧바로 진격하였다. 이오니아 함대는 바다에서 밀레토스를 지키려 하였으나 사모스 사람들이 이탈하면서 〈라데 해전〉에서 대패하였다. 그리하여 밀레토스는 포위되어 함락되고, 이 곳 주민들은 노예가 되었다. 이 두 번의 패배로 반란은 사실상 끝났으며, 카리아도 페르시아에 항복하였다. 페르시아는 양 측이 대개 공평하다고 여긴 평화 협정을 체결하였으며, 기원전 493년에 아직 자신들에 대항하던 서쪽 해안의 도시들을 점차 굴복시켰다.

## 결과와 영향
이오니아 반란은 그리스와 페르시아 제국 사이에 일어난 최초의 분쟁이었으며, 그리스-페르시아 전쟁의 첫 단계로 서술된다. 소아시아를 다시 복속하긴 하였으나, 다리우스는 반란을 도운 아테나이와 에레트리아를 토벌하기로 맹세하였다. 게다가 그리스의 무수한 도시국가들이 계속 제국의 안정을 위협하는 태도를 취하자, 그는 그리스 전체를 정복하기로 결심하였다. 그리하여 이오니아 반란의 다음 단계로 기원전 492년 제1차 그리스-페르시아 전쟁이 일어났다.

## 같이 보기
- 그리스-페르시아 전쟁